# Mont Xalibu
Pour les articles homonymes, voir Caribou (homonymie).
Le mont Xalibu est une montagne située dans le territoire non organisé de Mont-Albert, au Québec. Culminant à 1 120 mètres d'altitude, il compte parmi les plus hauts sommets des monts Notre-Dame. Il se situe dans le parc national de la Gaspésie.

## Toponymie
La montagne, sans désignation officielle jusqu'au 2 février 1989, se voit attribuer le nom mi'gmaq d'un animal qui peuple ses flancs, le caribou des bois.

## Géographie

### Situation
Le mont Xalibu est situé dans l'Est du Canada, dans la province de Québec, sur le flanc nord de la péninsule gaspésienne. Il se trouve à 40 kilomètres au sud-est de la ville de Sainte-Anne-des-Monts, chef-lieu de La Haute-Gaspésie, et à 450 kilomètres au nord-est de Québec, capitale provinciale. Le sommet s'élève à 1 120 mètres d'altitude dans les monts McGerrigle, au sein des monts Chic-Chocs de la chaîne des monts Notre-Dame.

### Topographie
Le mont Xalibu fait partie des monts McGerrigle, autrefois nommés Tabletop (« dessus de table ») en raison de leur constitution en plateaux qui surmontent d'abruptes parois rocheuses.

### Géologie
Il y a environ 400 millions d'années, au cours du Dévonien, une intrusion granitique s'insère dans les roches sédimentaires du Paléozoïque qui forment l'actuelle péninsule de Gaspésie. Le sommet du Xalibu se développe autour de ce batholite. Le flanc sud de la montagne constitue l'une des parois du cirque glaciaire du lac aux Américains.

### Climat
Il n'existe pas de station fournissant des données climatiques de façon continue au sommet du mont Xalibu ; une station à proximité permet d'établir les normales climatiques.
Les épisodes de pluie, les conditions de fonte, la formation de carapaces de glace et les nombreuses tempêtes de neige au cours de l'hiver réunissent les conditions propices à la formation d'avalanches, courantes sur les parois de la montagne.
Les vents dominants sont d'ouest. À 12 km à l'ouest de Xalibu, sur le mont Albert, les vents soufflent en moyenne à 24 km/h. Des rafales de 250 km/h y ont déjà été enregistrées.
| Mois                              | jan.  | fév.  | mars | avril | mai  | juin | jui. | août | sep.  | oct.  | nov. | déc.  | année   |
| --------------------------------- | ----- | ----- | ---- | ----- | ---- | ---- | ---- | ---- | ----- | ----- | ---- | ----- | ------- |
| Température minimale moyenne (°C) | −19,2 | −17,6 | −12  | −3,8  | 2    | 7,2  | 10,9 | 10   | 5,8   | 0,2   | −5,1 | −13,3 | −2,9    |
| Température moyenne (°C)          | −13,7 | −12   | −6,4 | 1,5   | 8,1  | 13,4 | 16,6 | 15,7 | 11,2  | 4,6   | −1,3 | −9    | 2,4     |
| Température maximale moyenne (°C) | −8,4  | −6,7  | −0,8 | 6,5   | 14,2 | 19,5 | 22,3 | 21,3 | 16,6  | 8,9   | 2,5  | −4,5  | 7,6     |
| Précipitations (mm)               | 113,6 | 86,8  | 83,6 | 72,2  | 83,1 | 88,6 | 103  | 105  | 102   | 105,4 | 120  | 127,2 | 1 190,5 |
| dont pluie (mm)                   | 12,1  | 6,8   | 12,9 | 416   | 82,9 | 88,6 | 103  | 105  | 101,9 | 95,1  | 58,3 | 18,1  | 726,5   |
| dont neige (cm)                   | 94,6  | 78,7  | 70,6 | 27,4  | 2    | 0    | 0    | 0    | 0,1   | 10,5  | 61,8 | 107,7 | 453,4   |

### Faune et flore
La montagne est peuplée par le dernier troupeau de caribous au sud du fleuve Saint-Laurent.

## Activités

### Hiver
Afin de favoriser la reproduction du caribou des bois, la fréquentation de la montagne en hiver est strictement interdite.

### Été
Il est possible de faire l'ascension à pied du mont Xalibu lorsque le sol est dépourvu de neige, de la fin juin à la fin septembre, par le sentier international des Appalaches depuis le lac aux Américains, à l'ouest, ou depuis le mont Jacques-Cartier, à l'est. Afin de rétrécir le parcours, il est aussi possible d'emprunter une navette depuis le mont Albert.

### Statut de protection
La montagne est incluse dans le parc national de la Gaspésie, à la limite de la réserve faunique des Chic-Chocs.